# Canton de Saint-Étienne-3
Le canton de Saint-Étienne-3 est une circonscription électorale française du département de la Loire.

## Histoire
Un nouveau découpage territorial de la Loire entre en vigueur à l'occasion des élections départementales de 2015. Il est défini par le décret du 26 février 2014, en application des lois du 17 mai 2013 (loi organique 2013-402 et loi 2013-403). Les conseillers départementaux sont, à compter de ces élections, élus au scrutin majoritaire binominal mixte. Les électeurs de chaque canton élisent au Conseil départemental, nouvelle appellation du Conseil général, deux membres de sexe différent, qui se présentent en binôme de candidats. Les conseillers départementaux sont élus pour 6 ans au scrutin binominal majoritaire à deux tours, l'accès au second tour nécessitant 12,5 % des inscrits au 1er tour. En outre la totalité des conseillers départementaux est renouvelée. Ce nouveau mode de scrutin nécessite un redécoupage des cantons dont le nombre est divisé par deux avec arrondi à l'unité impaire supérieure si ce nombre n'est pas entier impair, assorti de conditions de seuils minimaux. Dans la Loire, le nombre de cantons passe ainsi de 40 à 21.
Le canton de Saint-Étienne-3 est formé d'une fraction de Saint-Étienne et de communes des anciens cantons de Saint-Étienne-Nord-Ouest-2 (2 communes). Il est entièrement inclus dans l'arrondissement de Saint-Étienne. Le bureau centralisateur est situé à Saint-Étienne.

## Représentation
| Période élective | Période élective | Mandat | Mandat   | Identité         | Nuance | Nuance | Qualité |
| ---------------- | ---------------- | ------ | -------- | ---------------- | ------ | ------ | --- |
| 2015             | 2021             | 2015   | 2021     | Arlette Bernard  |        | PS     | Conseillère générale du canton de Saint-Étienne-Nord-Ouest-2 (2004-2015) Adjointe au maire de Saint-Genest-Lerpt jusqu'en 2020 |
| 2015             | 2021             | 2015   | 2021     | Pierrick Courbon |        | PS     | Attaché parlementaire de Régis Juanico Conseiller municipal de Saint-Étienne                                                   |
| 2021             | 2028             | 2021   | en cours | Arlette Bernard  |        | PS     | |
| 2021             | 2028             | 2021   | en cours | Pierrick Courbon |        | PS     | Député de la Loire Conseiller municipal de Saint-Étienne (2014-2024)                                                           |

### Résultats détaillés

#### Élections de mars 2015
À l'issue du 1er tour des élections départementales de 2015, trois binômes sont en ballottage : Arlette Bernard et Pierrick Courbon (PS, 32,86 %), Gilles Artigues et Annick Fay (UDI, 29,36 %) et Gabriel de Peyrecave et Raphaëlle Jeanson (FN, 28,11 %). Le taux de participation est de 47,37 % (12 890 votants sur 27 214 inscrits) contre 48,48 % au niveau départemental et 50,17 % au niveau national.
Au second tour, Arlette Bernard et Pierrick Courbon (PS) sont élus avec 40,68 % des suffrages exprimés et un taux de participation de 50,97 % (5 483 voix pour 13 871 votants et 27 214 inscrits).

#### Élections de juin 2021
Le premier tour des élections départementales de 2021 est marqué par un très faible taux de participation (33,26 % au niveau national). Dans le canton de Saint-Étienne-3, ce taux de participation est de 28,94 % (7 574 votants sur 26 172 inscrits) contre 30,05 % au niveau départemental. À l'issue de ce premier tour, deux binômes sont en ballottage : Arlette Bernard et Pierrick Courbon (PS, 55,37 %) et Éric Berlivet et Siham Labich (Union au centre et à droite, 44,63 %).
Le second tour des élections est marqué une nouvelle fois par une abstention massive équivalente au premier tour. Les taux de participation sont de 34,36 % au niveau national, 31,31 % dans le département et 31,52 % dans le canton de Saint-Étienne-3. Arlette Bernard et Pierrick Courbon (PS) sont élus avec 55,45 % des suffrages exprimés (4 373 voix pour 8 252 votants et 26 178 inscrits),,.

## Composition
| Nom                                   | Code Insee | Intercommunalité        | Superficie (km2) | Population (dernière pop. légale)                 | Densité (hab./km2) | Modifier                                    |
| ------------------------------------- | ---------- | ----------------------- | ---------------- | ------------------------------------------------- | ------------------ | ------------------------------------------- |
| Saint-Étienne (bureau centralisateur) | 42218      | Saint-Étienne Métropole | 79,97            | Fraction : 26 088 (2022) Commune : 172 569 (2022) | 2 158              | modifier les données · modifier les données |
| Roche-la-Molière                      | 42189      | Saint-Étienne Métropole | 17,44            | 9 853 (2022)                                      | 565                | modifier les données · modifier les données |
| Saint-Genest-Lerpt                    | 42223      | Saint-Étienne Métropole | 12,68            | 6 182 (2022)                                      | 488                | modifier les données · modifier les données |
| Canton de Saint-Étienne-3             | 4216       |                         |                  | 42 123 (2022)                                     |                    | modifier les données                        |

Le canton de Saint-Étienne-3 comprend :
1. deux communes entières,
2. la partie de la commune de Saint-Étienne située au nord et à l'ouest d'une ligne définie par l'axe des voies et limites suivantes : depuis la limite territoriale de la commune de Saint-Genest-Lerpt, chemin de Montsalon, rue Claudius-Racodon, rue Emile-Deschanel, boulevard du Maréchal-Franchet-d'Espèrey, rue de l'Abbé-Etienne-Chauve, rue Charles-Dupuy, rue Saint-Just, rue de la Pareille, rue Tarentaize, rue Michel-Rondet, rue Pierre-Lucien-Buisson, rue Georges-Teissier, rue Camille-Colard, rue Saint-Jean, rue Pierre-Bérard, rue François-Gillet, rue de la République, rue Brossard, rue Michel-Servet, rue Roger-Salengro, rue Robert, rue Dormoy, rue Marengo, boulevard Augustin-Thierry, boulevard Albert-Ier, rue Borie, rue Bergson, rue Jean-François-Revollier, rue Saint-Simon, rue Octave-Feuillet, boulevard du Golf, rue Noël-Blacet, jusqu'à la limite territoriale de la commune de Saint-Genest-Lerpt,
3. la partie de la commune de Saint-Étienne correspondant à l'ancienne commune de Saint-Victor-sur-Loire.

## Démographie
En 2022, le canton comptait 42 123 habitants, en évolution de +3,31 % par rapport à 2016 (Loire : +1,32 %, France hors Mayotte : +2,11 %).
| 2013   | 2018   | 2022   |
| ------ | ------ | ------ |
| 40 210 | 41 780 | 42 123 |